# Купрієнко Павло Костянтинович
Павло Костянтинович Купрієнко (нар. 22 вересня 1939, Дніпропетровськ, УРСР — пом. 5 квітня 2011, Дніпропетровськ, Україна) — радянський футболіст та український дитячий тренер, виступав на позиції півзахисника.

## Кар'єра гравця
Народився 22 вересня 1939 року Дніпропетровську. Футбольну кар'єру розпочав 1959 року в складі місцевого «Металурга», який 1961 року був перейменований у «Дніпро». У дебютному сезоні серед команд-майстрів зіграв 18 матчів у Класі «Б» та 1 поєдинок у кубку СРСР. У команді провів 3 сезони, за цей час у чемпіонатах СРСР зіграв 68 матчів та відзначився 1 голом.
У 1962 році приєднався до «Дніпровця». У футболці дніпродзержинського клубу того сезону зіграв 1 матч у чемпіонаті СРСР, починаючи з наступного сезону вихоодив на поле частіше. Загалом же в складі «Дніпровця» виступав протягом чотирьох з половиною років. По ходу сезону 1966 року перейшов до «Шахтаря». У футболці олександрійського колективу наступного року завершив професіональну кар'єру. Потім грав на аматорському рівні, в тому числі за дніпропетровський ЗКЛ.

## Кар'єра тренера
По завершенні кар'єри гравця розпочав тренерську діяльність. З 1976 року й до самої смерті працював тренеро у ДЮФК ІВС (Дніпропетровськ).
Помер 5 квітня 2011 року в Дніпропетровську.